# Cine Premiere
Cine Premiere es una revista de cine mensual y sitio web mexicanos especializados en cine y televisión. La revista fue fundada en la Ciudad de México en 1994 por el periodista y editor Charles Oppenheim y publicó su primera edición en septiembre de ese mismo año. 
Es la publicación de cine de mayor venta en México y, además de la edición impresa mensual y la operación diaria del sitio web, periódicamente publica ediciones especiales impresas dedicadas a diversos temas cinematográficos.[cita requerida]

## Historia
De septiembre de 1994 y hasta julio de 1999 la revista fue publicada por la editorial Videovisa Publicaciones. A partir de agosto de 1999 (edición número 59) el título se publicó en la casa editorial Editorial Premiere, la cual también producía las revistas Switch, FHM (México), Max, Cars, Psychologies e Inversionista. En diciembre de 2010 Editorial Premiere cesó operaciones y los títulos Cine Premiere e Inversionista fueron adquiridos por la editorial Impresiones Aéreas SA de CV, la cual producía las revistas México Desconocido, Entrepreneur (México), Alto Nivel y Nupcias. El número 196 de Cine Premiere (publicado en enero de 2011) fue el primero en producirse en la editorial Impresiones Aéreas S.A. de C.V. 
En enero de 2017 Impresiones Aéreas S.A. de C.V cambió su nombre a G21 Comunicación.
A pesar de que la revista Cine Premiere publicó su primera edición en septiembre de 1994, esta fue conocida como la número 0 (la actriz Susan Sarandon apareció en la portada) así que el aniversario de la publicación siempre se conmemora los meses de octubre, cuando publicó su número 1.

## Secciones
La versión impresa de Cine Premiere publica artículos de profundidad con información sobre los estrenos más recientes, tanto en cine como en televisión. Además de estos artículos centrales, la revista ofrece entrevistas exclusivas, crónicas desde los sets de filmación, críticas de estrenos y cobertura de festivales y eventos cinematográficos en México y el mundo. La revista también incluye información sobre estrenos en formatos caseros, streaming, videojuegos, y la sección “Más negro que el cine”, en la cual cada mes se describe un caso de misterio de Hollywood de la vida real a manera de ficción. 
La revista también publica revistas de edición especial enfocadas en temas o películas específicas (X-Men, Harry Potter, Los juegos del hambre, «Los 50 mejores cómics de la historia», «Los mejores animes de la historia»).
El sitio web de Cine Premiere está dedicado principalmente a las noticias de último momento del mundo cinematográfico, así como de listas con “lo mejor” de diversos temas, críticas de todos los estrenos, críticas de videojuegos, críticas de televisión, y tiene una sección dedicada específicamente al anime y otra al terror.
Cine Premiere también produce contenido en video, en el cual ofrecen recomendaciones semanales, datos curiosos de las películas, los libros que se han convertido en películas y otros videos que recopilan escenas de películas bajo un mismo tema.
Una vez a la semana publican el podcast de Cine Premiere, en el cual los miembros del equipo hablan sobre los últimos estrenos y entrevistan a personalidades de la industria cinematográfica.